# 黎高
黎高，南朝齐、梁、陈及隋朝官员，长期担任爱州刺史、都督爱、德、明、利、驩五州诸军事、穆风侯。其生平不见于正史，事迹主要出于隋日南郡丞元仁器《大隋九真郡宝安道场之碑文》。黎高最初在南齐治下担任过宣总将军、义安郡守（今潮州）。梁武帝即位后，南下就任九真郡的地方官。之前九真太守李逊及其族人起事反晋，后其族人李长仁、李叔献、李凯等长期割据交州，导致中央对地方的管辖被削弱。黎高到任后以儒学与佛教教化当地三洞夷獠之民，使得他们于李贲之乱中没有加入乱军。但由于李佛子、赵光复的余部控制了交趾，身在九真的黎高便悬隔在海外。隋灭陈，黎高继续担任爱州刺史，以高龄终于任上。子黎某慈，继任爱州刺史，还有名字散佚的一子担任日南太守。孙黎谷，九真太守。其子孙后成为“爱州令族”，五代时有爱州牧黎良，前黎的开国君主黎桓。